# Comuna Norsjö
Norsjö (Norsjö kommun) este o comună din comitatul Västerbottens län, Suedia, cu o populație de 4.175 locuitori (2013).

## Geografie

### Zone urbane
Lista celor mai mari zone urbane din comună (anul 2015) conform Biroului Central de Statistică al Suediei:
| Nr | Zona urbană | Pop.  |
| -- | ----------- | ----- |
| 1  | Norsjö      | 2.057 |
| 2  | Bastuträsk  | 405   |

## Demografie
| \| Evoluția demografică în comuna Norsjö, 1970–2015 \| Evoluția demografică în comuna Norsjö, 1970–2015 \| Evoluția demografică în comuna Norsjö, 1970–2015 \| Evoluția demografică în comuna Norsjö, 1970–2015 \| Evoluția demografică în comuna Norsjö, 1970–2015 \| \| ----------------------------------------------------------------------------------------------------- \| ------------------------------------------------ \| ------------------------------------------------ \| ------------------------------------------------ \| ------------------------------------------------ \| \| An \| \| \| Locuitori \| \| \| 1970 \| 1970 \| \| 6207 \| 6207 \| \| 1975 \| 1975 \| \| 5830 \| 5830 \| \| 1980 \| 1980 \| \| 5719 \| 5719 \| \| 1985 \| 1985 \| \| 5445 \| 5445 \| \| 1990 \| 1990 \| \| 5371 \| 5371 \| \| 1995 \| 1995 \| \| 5120 \| 5120 \| \| 2000 \| 2000 \| \| 4689 \| 4689 \| \| 2005 \| 2005 \| \| 4466 \| 4466 \| \| 2010 \| 2010 \| \| 4304 \| 4304 \| \| 2015 \| 2015 \| \| 4176 \| 4176 \| \| Sursa: SCB - Statistika Centralbyrån, Folkmängd efter region, civilstånd, ålder och kön. År 1968–2016 \| \| \| \| \| |      |  |           |      |
| Evoluția demografică în comuna Norsjö, 1970–2015 |      |  |           |      |
| An |      |  | Locuitori |      |
| 1970 | 1970 |  | 6207      | 6207 |
| 1975 | 1975 |  | 5830      | 5830 |
| 1980 | 1980 |  | 5719      | 5719 |
| 1985 | 1985 |  | 5445      | 5445 |
| 1990 | 1990 |  | 5371      | 5371 |
| 1995 | 1995 |  | 5120      | 5120 |
| 2000 | 2000 |  | 4689      | 4689 |
| 2005 | 2005 |  | 4466      | 4466 |
| 2010 | 2010 |  | 4304      | 4304 |
| 2015 | 2015 |  | 4176      | 4176 |
| Sursa: SCB - Statistika Centralbyrån, Folkmängd efter region, civilstånd, ålder och kön. År 1968–2016 |      |  |           |      |